# Erlenbach (Speyerbach)
Der Erlenbach im Zentrum des Pfälzerwalds (Region Pfalz, Land Rheinland-Pfalz) ist der stärkste Quellbach des Speyerbachs, der ein linker Nebenfluss des Rheins und das größte Oberflächengewässer der Vorderpfalz ist. Der Erlenbach gilt hydrologisch als Hauptquellstrang des Speyerbachs und trägt auch die gleiche Gewässerkennzahl.

## Geographie

### Verlauf
Der Erlenbach entspringt auf 464 m Höhe im Landkreis Südwestpfalz östlich der Pfälzischen Hauptwasserscheide auf der Gemarkung des Wilgartswiesener Ortsteils Hofstätten im Erlental nordwestlich des 608,3 m hohen Eschkopf-Massivs. Die Quelle ist im Husarenbrunnen gefasst. 300 m hangaufwärts führt oberhalb des Brunnens von West nach Ost die Bundesstraße 48 vorbei, die den Weiler Johanniskreuz im Nordwesten mit dem Tal der Queich im Südosten verbindet.
Kurz nach seiner Quelle nimmt der Erlenbach das Wasser von drei namenlosen Brunnen auf, die sämtlich rechts liegen und deren Zuläufe nur zwischen 100 und 200 m lang sind. Längere Zuflüsse, ebenfalls von rechts, sind der Fichtenbach (0,4 km), der Waldbach (1,5 km) und der Schüllermannsbrunnenbach (1,4 km). Nach 2 km, in denen das Tal nur durch einen Waldweg neben dem Erlenbach begehbar ist, überquert dieser die Grenze zum Landkreis Bad Dürkheim. Dort, auf den letzten 3 km seines Laufs, wird der Bach linksseitig von der Kreisstraße 40 begleitet, die im Elmsteiner Ortsteil Speyerbrunn in die Landesstraße 499 mündet.
Nachdem er 5 km in nördlicher bis nordöstlicher Richtung zurückgelegt hat, fließt der Erlenbach am Südrand von Speyerbrunn in den angeblichen „Quellteich“ des Speyerbachs, den 70 m langen Speyerbrunner Woog oder Floßwoog, der sich auf 294 m Höhe erstreckt. Abweichend von der Meinung der Führungsmitglieder des Pfälzerwald-Vereins, die Anfang des 20. Jahrhunderts den Ritterstein 254 an diesem Woog aufstellten, wird nicht die benachbarte schwache Hangquelle als Speyerbach-Ursprung angesehen, sondern der wesentlich stärkere Erlenbach, der im Husarenbrunnen aus der Erde tritt.
Von dort bis zur Mündung in den Rhein in Speyer ist das System Erlenbach/Speyerbach 59,5 km lang und besitzt ein Einzugsgebiet von knapp 596 km².

### Einzugsgebiet
Das 9,41 km² große Einzugsgebiet des Erlenbachs liegt im Pfälzerwald und wird über den Speyerbach und den Rhein zur Nordsee entwässert.
Die höchste Erhebung ist der Eschkopf mit 608,3 m Höhe im Süden des Einzugsgebiets, das fast vollständig bewaldet ist.

### Zuflüsse
- Fichtenbach (rechts), 0,4 km[3] und 0,3 km²[7]
- Waldbach (rechts), 1,5 km[3] und 0,5 km²[7]
- Schüllermannsbrunnenbach (rechts), 1,4 km und 1,16 km²[3]

## Geschichte
Der Erlenbach als Quellgewässer des Speyerbachs diente einst mit kleinen Stauteichen, den Woogen, der Holztrift. So waren Holztransporte in die hauptsächlichen Zielorte Neustadt an der Haardt und Speyer möglich. Auf den 9 km Flusslänge des Erlenbachs folgten – jeweils in Höhe von Seitentälern, aus denen kleine Bäche einmündeten – aufeinander:
- Dammwoog (Anlage 1833)[9]
- Hirschhauswoog (1833)[10]
- Kanzelwoog (1835)[11]
- Franzenwoog (1833)[12]
- Brüllerwoog (1833)[13]
- Augustenwoog (1832)
- Bocksthaler Woog (1835)[14]
- Speyerbrunner Woog (1823 oder 1834[4])

Der Scheidthaler Woog ganz unten im Schüllermannsbrunnenbach wurde 1832 errichtet; er konnte zusätzliches Wasser anstauen für die Beschleunigung von Holztransporten im Erlenbach. Nachfolgend werden drei der Wooge näher betrachtet.
Augustenwoog und Speyerbrunner Woog bildeten ein Triftsystem mit zwei Komponenten. Im 70 m langen Augustenwoog auf 341 m Höhe oberhalb des Weilers Erlenbach, der heute als Ortsteil zur Gemeinde Elmstein gehört, wurde das zu triftende Scheitholz gesammelt. Bei ausreichend hohem Wasserstand wurde das Triftwehr geöffnet und das Holz auf den Transport geschickt. 3 km bachabwärts wurde das Holz in einem Graben rechts am Speyerbrunner Woog (294 m) vorbeigeleitet; nach der Passage des Holzes wurde das Wehr dieses Woogs geöffnet, um mit dessen größerer Wassermenge den Holztransport zu beschleunigen. Die beiden unterschiedlichen Errichtungsjahre, die für den Speyerbrunner Woog angegeben werden, lassen darauf schließen, dass er zunächst (1823) nur als Aufnahmeraum für Wasser und Holz angelegt war und später (1834) mit dem Umleitungsgraben versehen wurde, um den kombinierten Betrieb mit dem Augustenwoog zu ermöglichen. 
Zwischen Augusten- und Speyerbrunner Woog unterhalb der rechtsseitigen Einmündung des Schüllermannsbrunnenbachs liegt auf etwa 311 m Höhe der Bocksthaler Woog. Von dieser Anlage ist zwar der gesamte aus Sandstein gemauerte Damm erhalten, doch das Absperr- und Auslaufbauwerk in der Mitte ist abgebaut. Infolgedessen strömt der Bach ungehindert durch den Damm, und das ehemalige Woogbecken ist verlandet.